# Asynarchus circopa
Asynarchus circopa là một loài Trichoptera trong họ Limnephilidae. Chúng phân bố ở miền Tân bắc.